# 丹东革什咱土司
丹东革什咱土司，又称丹东土司（藏語：མདའ་མདོ།，威利转写：mda' mdo）、革什咱土司（藏語：དགེ་ཤིས་ཙ།，威利转写：dge shis tsa；尔龚语：dge bshes grva）、革布什扎土司、革布什咱土司、革什札土司、丹东革什扎土司、革什杂土司、单东革西杂土司，是清朝至民国时期的一个世袭嘉绒人土司，为嘉绒十八土司之一，辖境位于今日甘孜州丹巴县大桑地区和道孚、炉霍县境内部分地区。
革什咱土司的先祖原为世袭的丹东土百户。1700年（康熙三十九年），丹东土百户魏珠布策凌（阿旺降福）归附清朝，被康熙帝封为丹东革什札安抚司，自此开创革什咱土司。
乾隆年间，大金川土司势力崛起，侵扰周边土司。1747年，绰斯甲、梭磨、松岗、卓克基、丹坝、巴旺、革什咱、沃日、瓦寺九土司在清廷的支持下，联合对大金川发起进攻。1771年，大金川土司索诺木发兵攻击革什咱，将其土司色楞敦多布杀死，引起第二次金川之战。此战清朝获胜之后，其子湛都尔被任命为新的土司。
革什咱土司曾奉清廷征调，参加过平定湖南、湖北、四川凉山等地的叛乱，后来又参与廓尔喀之役。清朝末年，因土司无能，土目不服管制，百姓逃散。1897年（光绪二十三年），土目甲木楚罗布图谋叛乱自立，被土司姜松泰驱逐，流亡到康定。此后，革什咱又遭到明正土司的攻击，土地被侵占。川边边务大臣赵尔丰趁嘉绒诸土司之间的争斗开始实施改土归流，1911年，宣布废除巴底、巴旺、革什咱土司设县，但因辛亥革命爆发未果。不过在翌年，川边经略使尹昌衡依据先前的建县布告废除三土司，将其领地合并设置丹巴县，以卿德云为丹巴县首任设治委员。由于民族矛盾且苛捐杂税过于繁重，因此当地人不满。同年，革什杂土司策旺恒珠、其妹麻书土司之妻咕噜志玛及孔撒土司发起叛乱，强迫道坞驻军三营缴械，是为“三土司之乱”。康定川边镇抚府陈遐龄以甲木楚罗布为向导率军攻入丹巴，平定了叛乱。事后，甲木楚罗布被民国方面任命为革什咱总管。原革什杂土司策旺恒珠退据吉地官寨与之对抗，时人称之为“丹东土司”，与“革什咱总管”对抗。原丹东革什扎土司区域，丹东土司管辖上六百户，革什扎总管管辖下六百户。
1935年，红军长征到达丹巴，驻留时间长达10个月，建立了格勒得沙共和国中央革命政府。1936年，丹东土司、巴底土司在西康宣慰使诺那呼图克图的弹药支援下对红军发起进攻。与之相反地，革什咱总管则支持红军，曾暗中收留红军落难的子女。

## 历任土司
- 魏珠布策凌
- 丹怎租克
- 查什诺尔布
- 索诺木多布丹
- 姜福则孙
- 雍中布
- 姜福罗布
- 姜松泰
- 策汪恒珠
- 姜甲布